# It's On (Dr. Dre) 187um Killa
It's On (Dr. Dre) 187um Killa es el segundo EP del rapero estadounidense Eazy-E, lanzado el 19 de octubre de 1993. Es una respuesta al álbum de Dr. Dre, The Chronic. El álbum fue certificado 2x multiplatino a finales de 1994 por la RIAA. Es el álbum más exitoso de Eazy, logrando el puesto #5 en el Billboard 200 y el puesto #1 en el Top R&B/Hip-Hop Albums. Este es el último álbum de Eazy-E completado antes de su muerte. A su vez, es el primer EP del mundo del rap en ser certificado como platino.

## Información del álbum
El álbum contiene dos diss tracks a Dr. Dre titulados "Real Muthaphuckin G's" y "It's On" en los que amenaza de muerte a su excompañero de banda y a Snoop Dogg, junto con otros insultos hacia Dre, el cual el consideraba un traidor. a lo largo del álbum. Eazy-E lanzó dos vídeos musicales del álbum, que son "Any Last Werdz" y "Real Muthaphuckkin G's". Este último fue multiplatino y se convirtió en una de sus canciones más populares. La idea original fue lanzar un doble álbum de seguimiento de Eazy-Duz-It llamado Temporary Insanity. Sin embargo, después de los insultos que Dr. Dre le dedicó en The Chronic, Eazy-E decidió editarlo y lanzar este álbum.

## Listado de canciones
| N.º | Título                                                                            | Duración |  |
| 1.  | «Exxtra Special Thankz»                                                           | 1:07     |  |
| 2.  | «Real Muthaphuckkin G's» (Featuring Dresta & B.G. Knocc Out)                      | 5:32     |  |
| 3.  | «Any Last Werdz» (Featuring Kokane & Cold 187um)                                  | 5:09     |  |
| 4.  | «Still a Nigga» (Featuring Rhythum D)                                             | 4:10     |  |
| 5.  | «Gimme That Nutt»                                                                 | 2:55     |  |
| 6.  | «It's On»                                                                         | 5:02     |  |
| 7.  | «Boyz N tha Hood (G-Mix)» (Featuring Dresta)                                      | 5:37     |  |
| 8.  | «Down 2 tha Last Roach» (Featuring Kokane as Ash Trey & Eazy-E as Mr. Roach Clip) | 7:50     |  |

## Samples
- "Real Muthaphuckkin G's"
  - "Eazy-Duz-It" de Eazy-E
  - "It's Funky Enough" de The D.O.C.

- "Any Last Werdz"
  - "Gigolo" de The Fatback Band

- "Still a Nigga"
  - "Take Me Just as I Am" de Lyn Collins
  - "Sneakin' in the Back" de Tom Scott and the L.A. Express

- "Gimmie That Nutt"
  - "Green Acres" de Vic Mizzy, Eddie Albert y Eva Gabor
  - "Boyz-N-The-Hood" de Eazy-E
  - "Findum, Fuckum & Flee" de N.W.A
  - "Walk & Talk" de Syd Dale

- "It's On"
  - "Eazy-Duz-It" de Eazy-E
  - "Ruthless Villain" de Eazy-E
  - "Nuthin' But a 'G' Thang" de Dr. Dre feat. Snoop Doggy Dogg
  - "Fuck Wit Dre Day (And Everybody's Celebratin')" de Dr. Dre
  - "Gangsta Gangsta" de N.W.A

- "Boyz N Tha Hood (G-Mix)"
  - "Ruthless Villain" de Eazy-E

- "Down 2 Tha Last Roach"
  - "Express Yourself " de N.W.A
  - "A Bitch Iz a Bitch" de N.W.A

## Posicionamiento
| Año  | Chart                  | Posición |
| ---- | ---------------------- | -------- |
| 1993 | Billboard 200          | #5       |
| 1993 | Top R&B/Hip-Hop Albums | #1       |